# 倉敷中央醫院
公益財團法人大原紀念倉敷中央醫療機構倉敷中央醫院（日语：／）是日本岡山縣倉敷市的公益法人醫院。發行文件使用的簡稱為倉中或KCH。

## 概要
倉敷中央醫院是岡山縣倉敷市的民間綜合醫院。市民間多稱中央（ちゅうおう）與倉中。做為岡山縣西部的中核醫療機關，設有救命救急中心與綜合周產期母子醫療中心，並已取得地域癌症診療連攜據點醫院、地域醫療支援醫院、岡山縣災害據點醫院、愛滋病治療據點醫院、醫師畢業後臨床研修指定醫院等認證。
由於是提供高級醫療的急性期基幹醫院，夜間甚至會接收直線距離達50公里的真庭市與津山市等岡山縣北部的急救患者。此外，由於倉敷市中心沒有公立醫院，本院也負起市立醫院的角色。
2017年，倉敷中央醫院與新光吳火獅紀念醫院簽訂友好醫院協定。

### 成立
倉敷中央醫院是由設立大原美術館的倉敷紡織社長大原孫三郎所創立。設立時為了讓患者的安心治療，在建物加入許多設計企圖降低過去醫院的冰冷感。例如其中一棟病棟採用紅磚與紅色屋頂設計，設有患者與外來民眾可自由使用的溫室，結核病棟旁有噴水中庭等。同時為了降低患者負擔，在2層病棟內增設了倉敷市首座電梯。另外還設有座可從上方抽取新鮮空氣給氣喘等支氣管疾病患者的喘息塔。
之後，1973年（昭和48年）開始進行全面改建。喘息塔因日趨嚴重的光化學煙霧影響而撤除。一方、病棟外觀統一採用紅色屋頂，門診棟與臨床檢査棟之間重現了設立當時的溫室。開業當時的電梯進行改造後，2002年（平成14年）成為增建的門診棟電話亭，保留當時的面貌。

### 與京都大學的關係
大原孫三郎在設立醫院前，與曾在岡山第三高等中學校醫學部服務的時任京都大學總長荒木寅三郎討論基本方針。之後，荒木派出許多京大醫學部人材前往醫院協助。之後，醫院與京大醫學部一直保持密切關係，院內許多醫師也都是京大出身。

## 診療科
- 內科一般
- 消化內科
- 呼吸內科
- 糖尿病內科
- 腎臟內科
- 血液內科
- 內分泌代謝
- 風濕膠原病
- 循環內科（心律調節器門診）
- 心臟血管外科
- 神經內科
- 呼吸外科
- 腦神經外科
- 腦中風科
- 外科（乳腺門診、小兒外科門診、緩和照護門診、皮膚護理門診）
- 耳鼻喉科·頭頸部外科（耳聾·頭暈門診、咽頭·吞嚥門診、甲狀腺腫瘤門診、助聽器門診）
- 整形外科（2007年（平成19年）9月起）
- 泌尿科（女性泌尿門診、男性不孕門診）
- 婦產科（生殖醫療·IVF門診）
- 疼痛管理（疼痛門診）
- 小兒科（內分泌、心臟病·血液、氣喘、腎臟病、早產兒、發展、神經、兒童心理、基因諮詢門診、預防接種、1月健診）
- 眼科（青光眼門診、糖尿病視網膜病變門診）
- 皮膚科
- 整形外科（下肢靜脈曲張門診）
- 美容外科
- 精神科
- 放射線科
- 復健科（裝具門診）
- 牙科（矯正牙科）
- 病理診斷科

### 醫療技術
本院的手術實績在中四國地區中位居頂尖地位，尤其是光藤和明的心導管治療更是有名，自1982年（昭和57年）起已完成1萬9千例以上。過去中華民國前總統李登輝曾在2001年（平成13年）4月前往倉敷接受光藤治療。

## 先進醫療
- 培美曲塞（Pemetrexed）靜脈給藥及順鉑靜脈給藥併用療法－肺癌（扁平上皮肺癌及小細胞肺癌除外，僅限從病理學判斷完全切除之患者。）
- 術後阿斯匹林口服給藥－下直腸除外之大腸癌（僅限III期、從肉眼觀察及病理學可判斷完全切除之患者。）
- 周術期Durvalumab靜脈給藥療法－肺尖-胸腔入口腫瘤（僅限於化學放射線療法後，無同側肺門淋巴結、縱隔腔淋巴結、同一肺葉或同側肺葉內的轉移及遠距轉移。）

## 院內設施
- 心臟病中心
- 美和保育園：為職員子女提供24小時保育。
- 倉敷市立倉敷東小學校（日语：倉敷市立倉敷東小学校）病弱·身體虚弱特殊學級[15]
- 倉敷市立東中學校（日语：倉敷市立東中学校）病弱·身體虚弱特殊學級[15]

## 相關設施
- 臨床研究支援中心
- 倉敷中央醫院附屬預防醫療廣場：健康檢查
- 倉敷中央醫院河濱院區（日语：倉敷リバーサイド病院）：前身為JFE鋼鐵（當時為川崎製鐵）成立的川鐵水島醫院。
- 倉敷中央看護專門學校
- 倉敷中央訪問看護站
- 倉敷中央居家服務站

### 過去的相關設施
- 西條中央醫院（日语：西条中央病院）：1954年4月29日設立於愛媛縣西條市，主要服務可樂麗西條的從業人員與當地一般居民。1984年10月從倉敷中央醫院獨立，由醫療法人同心會（現：社會醫療法人同心會）經營。

## 交通方式
- 山陽本線「倉敷站」步行15分。
- 山陽本線「倉敷站」搭乘巴士至 「中央醫院前」下車。
  - 下電巴士（日语：下津井電鉄）「往茶屋町站」10分。
  - 下電巴士「往天城線兒島站」10分。
- 瀨戶大橋線「兒島站」搭乘下電巴士「往倉敷站」45分，於「中央醫院前」下車。
- 瀨戶大橋線「茶屋町站」搭乘下電巴士「茶屋町·成人病中心線」20分，於「中央醫院前」下車。
- 山陽自動車道「倉敷交流道（日语：倉敷インターチェンジ）」10分。
- 接駁巴士：倉敷中央醫院與河濱院區之間有免費接駁巴士，一日四班往返。

## 外部連結
- 公益財團法人大原紀念倉敷中央醫療機構倉敷中央醫院 （页面存档备份，存于）